# Benguela (capoeira)
Benguela é o toque mais lento da capoeira regional (forma tradicional mais objetividade e com sistema de graduações).

## Descrição
Este toque pode ser usado no início de uma roda de capoeira regional, ou durante o jogo para acalmar os ânimos dos jogadores quando o jogo esquenta. O toque comanda um jogo cadenciado, onde os movimentos são quebrados e fluidamente transformados em outros. O jogo é conduzido mais no chão do que gingando e exige do capoeirista mais inteligência e malícia do que o jogo tradicional.
O toque de banguela foi criado por Mestre Bimba, e era muito utilizado no jogo de principiantes para incentivá-los a soltar o corpo e incorporar a malícia da capoeira. Era utilizado também em treinamento com faca. Era um jogo sem canto e fortemente cadenciado ao comando do berimbau.
Existe uma divergência em relação ao nome do toque. Muitos capoeiristas chamam o toque de benguela, em uma alusão à cidade angolana Benguela, mas segundo alunos de Mestre Bimba e outras pessoas que com ele conviveram diretamente, o mestre chamava o toque de banguela.
Outro nome utilizado para este tipo de toque é angola dobrada, esse nome é mais utilizado na capoeira angola.